# Дом-музей Гегеля
Дом-музей Гегеля (нем. Hegelhaus) — музей в доме в Штутгарте, в котором в 1770 году родился философ Георг Вильгельм Фридрих Гегель. Гегель прожил в Штутгарте 18 лет. 

## Экспозиция музея
В экспозиции музея представлены сведения об учёбе Гегеля в монастырской школе Тюбингена, где началась его дружба с поэтом Фридрихом Гёльдерлином и будущим философом Шеллингом. 
В музее представлены прижизненные издания основных трудов Гегеля. Один из музейных разделов посвящён Штутгарту времени Гегеля. Музей располагается в доме фахверковой постройки XVI века, где в 1770 году родился Гегель.
На первом этаже музея проходят две выставки: «Штутгарт во времена Гегеля 1770—1831» и «Из Штутгарта в Берлин — Этапы жизни Гегеля». На показ выставлены рукописи, изображения и документы Гегеля. Посещение дома-музея занимает приблизительно один час.